# Maxim Van Gils
Maxim Van Gils (Brasschaat, 25 november 1999) is een Belgisch wielrenner.

## Carrière
Van Gils begon bij de juniorenploeg WAC Team Hoboken maar sloot zich al snel aan bij de opleidingsploeg van Lotto Soudal. Als junior was hij actief als veldrijder en won enkele juniorenwedstrijden zoals Bilstain, Grandglise en Assenede in het veld en La Classique des Alpes op de weg. In 2019 won hij een etappe in de Ronde van Navarra en reed enkele ereplaatsen in kleinere profwedstrijden. In 2020 haalde hij meerdere ereplaatsen in de Le Tour de Savoie Mont Blanc maar kon geen etappe winnen, hij werd zesde in het eindklassement. 
In 2021 maakte hij de overstap naar de World Tour toen hij een contract tekende bij Lotto Soudal, hij eindigde dat jaar met enkele ereplaatsen maar ook een sterke twaalfde plaats in de Clásica San Sebastián waarmee hij de eerste Belg was. Hij reed ook in de Ronde van Spanje waar hij 88e werd en in de Ronde van Lombardije. In 2022 bleef hij bij Lotto en won in de Ronde van Saoedi-Arabië de vierde etappe, daarnaast won hij ook het algemene en jongerenklassement ondanks een stevige val in de tweede etappe. In de zomer van 2022 reed Van Gils de Ronde van Spanje niet uit wegens een besmetting met COVID-19.
In februari 2024 won hij de derde etappe in de Ruta del Sol, een tijdrit van bijna vijf kilometer. Alle andere etappes werden afgelast vanwege de hevige boerenprotesten in Spanje, waardoor de Ruta del Sol te weinig politie op de been kon brengen om de wedstrijd veilig te laten verlopen. Hierdoor leek Van Gils ook het eindklassement op zijn naam te schrijven. De UCI besloot echter om geen eindklassement op te maken.
In 2024 zou Van Gils voor een tweede keer deelnemen aan de Ronde van Frankrijk. In de etappe naar Pau werd Van Gils bestraft voor het veroorzaken van een valpartij met onder meer Amaury Capiot. Wegens een besmetting met COVID-19 reed Van Gils de etappekoers niet uit.

## Overwinningen
2017
La Classique des Alpes Juniors
2019
2e etappe Ronde van Navarra
2022
4e etappe Ronde van Saoedi-Arabië
Eind- en jongerenklassement Ronde van Saoedi-Arabië
2024
3e etappe Ruta del Sol
Eschborn-Frankfurt
GP Kanton Aargau
2025
1e etappe Ruta del Sol
Puntenklassement Ruta del Sol
3e etappe Ronde van Noorwegen

### Resultaten in voornaamste wedstrijden
| Jaar | Ronde van Italië | Ronde van Frankrijk | Ronde van Spanje |
| ---- | ---------------- | ------------------- | ---------------- |
| 2021 |                  |                     | 88e              |
| 2022 |                  |                     | opgave           |
| 2023 |                  | 59e                 |                  |
| 2024 |                  | opgave              |                  |
| 2025 |                  |                     |                  |

| Jaar | Milaan-San Remo | Amstel Gold Race | Luik-Bast.‑Luik | Ronde van Lombardije | Waalse Pijl | Clásica San Sebastián | Strade Bianche |  | WK op de weg |  | Wereldranglijsten |
| ---- | --------------- | ---------------- | --------------- | -------------------- | ----------- | --------------------- | -------------- |  | ------------ |  | ----------------- |
| 2021 |                 |                  |                 | opgave               |             | 12e                   |                |  |              |  | 446e (UWR)        |
| 2022 | 34e             | 23e              |                 | opgave               |             | opgave                | 52e            |  |              |  | 186e (UWR)        |
| 2023 | 38e             | 7e               | 11e             | 14e                  | 8e          |                       | 23e            |  |              |  | 68e (UWR)         |
| 2024 | 7e              | 20e              | 4e              |                      | ↑           | 18e                   | ↑              |  | 51e          |  | 14e (UWR)         |
| 2025 | 19e             | opgave           | opgave          |                      | 43e         | ↑                     |                |  |              |  |                   |

### Resultaten in kleinere rondes
| Jaar | Tirreno-Adriatico | Ronde van Catalonië | Ronde van het Baskenland | Critérium du Dauphiné | Ronde van Zwitserland |
| ---- | ----------------- | ------------------- | ------------------------ | --------------------- | --------------------- |
| 2021 |                   | 55e                 |                          |                       | 50e                   |
| 2022 | opgave            |                     | opgave                   | 41e                   |                       |
| 2023 |                   | 54e                 |                          | opgave                |                       |
| 2024 |                   | opgave              |                          |                       | 28e                   |
| 2025 |                   |                     | 55e                      | 29e                   |                       |

## Ploegen
- 2021 −  Lotto Soudal
- 2022 −  Lotto Soudal
- 2023 −  Lotto-Dstny
- 2024 –  Lotto-Dstny
- 2025 –  Red Bull-BORA-hansgrohe

Conca · Cras · De Buyst · De Gendt · Degenkolb · Ewan · Frison · Gilbert · Goossens · Grignard · Holmes · Kluge · Kron · Małecki · Marczyński · Moniquet · Oldani · Sweeny · Thijssen · Van der Sande · Van Gils · Van Moer · Vanhoucke · Vermeersch · Verschaeve · Vervloesem · Wellens
Barbero (vanaf 1/5) · Beullens · Campenaerts · Conca · Cras · De Buyst · De Gendt · De Lie · Drizners · Ewan · Frison · Gilbert · Grignard · Holmes · Janse van Rensburg (vanaf 1/5) · Kluge · Kron · Małecki · Moniquet · Schwarzmann · Selig · Sweeny · Van Gils · Van Moer · Vanhoucke · Vermeersch · Verschaeve · Vervloesem · Wellens
Adamietz · Beullens · Campenaerts · De Buyst · De Gendt · De Lie · Drizners · Eenkhoorn · Ewan · Frison · Grignard · Guarnieri · Kron · Livyns · Menten · Moniquet · Paasschens · Schwarzmann · Segaert (vanaf 24/2) · Selig · Sepúlveda · Slock · Sweeny · Van de Paar · Van Eetvelt · Van Gils · Van Moer · Vanhoucke (vanaf 15/8) · Vermeersch
Adamietz · Berckmoes · Beullens · Campenaerts · Currie · De Buyst · De Gendt · De Lie · Drizners · Eenkhoorn · Gregaard · Grignard · Guarnieri · Kron · Livyns · Menten · Moniquet · Paasschens · Segaert · Taminiaux · Sepúlveda · Slock · Vandenabeele · Van de Paar · Van Eetvelt · Van Gils · Van Moer · Vanhoucke · Vermeersch